# Ashiya (Fukuoka)
Ashiya (芦屋町?) è una cittadina giapponese della prefettura di Fukuoka.